# Nils Wiesendorff
Nils Wiesendorff, född 19 juni 1717 i Åtvids församling, Östergötlands län, död 23 juni 1773, var en svensk präst.

## Biografi
Nils Wiesendorff föddes 1717 i Åtvids församling. Han var son till bonden Gudmund Johansson på Ängefall. Wiesendorff studerade i Linköping och blev höstterminen 1743 student vid Lunds universitet. Han avlade 1751 magisterexamen vid Greifswalds universitet och prästvigdes 27 mars 1754 . Wiesendorff avlade pastoralexamen 15 juni 1756 och blev 5 augusti 1756 bataljonspredikant vid Östgöta infanteriregemente. Han blev 1763 regementspastor vid infateriregementet och 15 april 1771 kyrkoherde i Ringarums församling. Wiesendorff avled 1773 på vägen mellan Stjärnorp och gården Sörby.

### Familj
Wiesendorff gifte sig 1756 i Pommern med Catharin Beata Sigismundi (1741–1829), dotter av kyrkoherden Anders August Sigismundi i Nehringen, Pommern och Catharina Sophia Langemach. De fick tillsammans barnen Gustaf Wiesendorff (född 1756), Hedvig Wiesendorff (1757–1758), Magdalena Sophia Wiesendorff (född 1763) som var gift med komministern J. Tockerstrand i Tryserums församling, Maria Beata Wiesendorff (1766–1829) som var gift med auditören Arvid Hörning vid Östgöta kavalleriregemente, Anna Dorothea Wiesendorff (1768–1816), kyrkoherden Christian Wilhelm Wiesendorff i Målilla församling och Nils August Wiesendorff (1772–1773).